# Magastető
Magastető (ukránul: Ожоверх [Ozsoverh]) falu Ukrajnában, Kárpátalján, a Huszti járásban.

## Fekvése
Huszttól északkeletre fekvő település.

## Nevének eredete
Az Ozsoverh helységnév ruszin hegynévi eredetű, annak a hegynek a nevéből keletkezett névátvitellel, amely mellett a falu létrejött (1864: Oži vrh, Ожи верхъ). A név előtagja valószínűleg az ukrán ожог~ожуг ’piszkafa’ (СУМ. 5: 649) főnév, utótagja a вeрх tető, valaminek a födele, hegytető’ (СУМ. 1: 334). Nevének magyar Magastető alakja 1904-ben a szláv név alapján jött létre részfordítással.

## Története
Magastető nevét 1864-ben Ozsü verch néven említették (Pesty Frigyes). Későbbi névváltozatai: 1898-ban Ózsóverh (hnt.), 1907-ben Magastető, 1911-ben Nyilcsucs (Ozsiverch), 1913-ban, 1918-ban Magastető (hnt.), 1944-ben Oszoverh, Оcоверхъ (hnt.), 1983-ban Ожоверх. Nevének magyar Magastető alakja 1904-ben a szláv név alapján jött létre részfordítással.
Mai Magastető névváltozatát 1904-ben kapta.